# Щитоноска
Щитоноска (всюдихідний танковий кулемет «Щитоноска») — один з двох проєктів танкетки, розроблений в 1919 році російським інженером Максимовим. Вважається одним з перших у світі надлегких танків. Проєкт не був реалізований. Російський військовий історик Михайло Свірін вважає, що проєкт був відхилений «на увазі складності одночасного управління і ведення вогню одним членом екіпажу» а також тому, що «Червона Армія отримала прекрасну можливість ознайомитися з трофейними танками Renault FT-17, що володіли набагато кращими бойовими якостями».

## Конструкція
Танк щитоноска представляв собою легко броньоване гусеничне шасі в носовій частині якого перебував кулемет «Кольт» або «Максим», а водій-кулеметник перебував напівлежачи за ним, над головою водія кулеметника перебував бронековпак, через який здійснювалась посадка в танк.